# Distrito de María Parado de Bellido
El distrito de María Parado de Bellido es uno de los seis que conforman la provincia de Cangallo, situada en el departamento de Ayacucho, en el Perú. Su nombre es un homenaje a María Parado de Bellido, heroína y mártir de la independencia del Perú.

## Historia
El distrito fue creado mediante Ley n.º 14140 del 18 de junio de 1962, en el gobierno del presidente Manuel Prado Ugarteche.

## Capital
Su capital es la localidad de Pomabamba, situada a 160 kilómetros de la ciudad de Ayacucho, sobre los 3 246 m s. n. m.

## División administrativa

### Centros poblados
- Urbanos
  - Pomabamba, con 437 hab.
- Rurales
  - Calvario, con 165 hab.
  - Huayllabamba, con 224 hab.
  - San Miguel de Acco, con 246 hab.
  - Santa Cruz de Ñuñunhuaycco, con 189 hab.
  - Urihuana, con 159 hab.

## Autoridades

### Municipales
- 2023 - 2026[2]
  - Alcalde: Fredy Alberto, Obregón León, de Alianza por Nuestro Desarrollo.
  - Regidores:

  1. Nancia, Quispe León (Movimiento Regional Alianza por Nuestro Desarrollo)
  2. Edgar, Fernández Llantoy (Movimiento Regional Alianza por Nuestro Desarrollo)
  3. Aydee Amalia, Mejía Quispe (Movimiento Regional Alianza por Nuestro Desarrollo)
  4. Wilber, Sumari Barbarán (Movimiento Regional Alianza por Nuestro Desarrollo)
  5. Liliana, Ramos Mallcco (Movimiento Regional Wari Llaqta)